# Sergio Marqués
Sergio Rutilio Marqués Fernández (ur. 4 sierpnia 1946 w Gijón, zm. 8 maja 2012 tamże) – hiszpański polityk i prawnik, w latach 1995–1999 prezydent Asturii.

## Życiorys
W 1967 ukończył studia na Universidad de Oviedo, w 1972 podjął praktykę w zawodzie prawnika. W 1979 wyjechał do Portoryko, gdzie pracował przy różnych inwestycjach. Do Hiszpanii powrócił w 1983. Od 1977 należał do Sojuszu Ludowego, z którym współtworzył później Partię Ludową. W latach 80. dołączył do władz tego ugrupowania w Asturii, a od 1987 był wybierany na posła do parlamentu tej wspólnoty autonomicznej.
W 1993 został rzecznikiem frakcji poselskiej ludowców i wiceprzewodniczącym regionalnych struktur partii. W wyborach w 1995 Partia Ludowa uzyskała 21 mandatów w 45-osobowym parlamencie. W lipcu 1995, po nieudanych próbach utworzenia koalicji socjalistów i komunistów, Sergio Marqués stanął na czele mniejszościowego rządu Asturii. W 1998 popadł w konflikt ze swoim ugrupowaniem, regionalni liderzy (m.in. Francisco Álvarez-Cascos) zarzucali mu brak koordynacji polityki z partią. PP wycofała następnie dla niego poparcie, w związku z czym polityk opuścił tę formację. Powołał nowe ugrupowanie pod nazwą Unión Renovadora Asturiana, kierował nim do 2007. Urzędowanie na stanowisku prezydenta zakończył w lipcu 1999. Utrzymał jednocześnie mandat poselski na kolejną kadencję, tracąc go w wyborach w 2003.